# Denise Bandeira
Denise Bandeira (Rio de Janeiro, 22 de outubro de 1951 ou 1952) é uma atriz e roteirista de cinema e televisão brasileira.

## Carreira

### Na televisão
- 2012 - Amor Eterno Amor (colaboradora)
- 2010 - Escrito nas Estrelas (colaboradora)
- 2008 - A Favorita   (coautora)
- 2006 - Cobras & Lagartos   (colaboradora)
- 2003 - Celebridade   (coautora)
- 2002 - Desejos de Mulher   (coautora)
- 1998 - Malhação 1998  (supervisora)
- 1998 - Vida ao Vivo Show   (roteirista)
- 1996 - A Vida como Ela É...  (roteirista)
- 1992 - Você Decide  (roteirista)
- 1991 - Amazônia (autora)
- 1990 - Fronteiras do Desconhecido - (roteirista)
- 1987 - O Natal da Grande Família
- 1986 - Tudo ou Nada  Zélia
- 1986 - Anos Dourados Laís
- 1985 - Armação Ilimitada  (roteirista)
- 1982 - Quem Ama Não Mata  (colaboradora)
- 1979 - Plantão de Polícia   Isabel
- 1978 - Ciranda, Cirandinha   Suzana

### No cinema
- 1976 - À Flor da Pele ... Verônica [5]
- 1976 - Marília e Marina (atriz)
- 1976 - O Pistoleiro (atriz)
- 1976 - O Vampiro de Copacabana
- 1978 - Fim de Festa (atriz)
- 1978 - Se Segura, Malandro! .... Calói Volante [6]
- 1979 - Gargalhada Final (atriz)
- 1979 - Inquietações de uma Mulher Casada .... Luíza [7]
- 1982 - O Sonho não Acabou (atriz)
- 1983 - Bar Esperança (atriz e roteirista)
- 1983 - Idolatrada (atriz)
- 1985 - Tropclip (atriz)
- 1986 - Vento Sul (atriz e roteirista)
- 1988 - Jorge, um Brasileiro (atriz)
- 1991 - Vai Trabalhar, Vagabundo II (atriz e roteirista)
- 1994 - Louco por Cinema (atriz)
- 1997 - O Homem Nu (atriz)
- 2000 - O Cabeça de Copacabana (curta) (atriz)
- 2003 - Apolônio Brasil, o Campeão da Alegria (atriz e roteirista)
- 2003 - Sexo, Amor e Traição (roteirista)